# Dolmen des Lions
Le dolmen des Lions est un dolmen situé à Grimaud, dans le département du Var en France.

## Description
L'édifice n'a été découvert qu'en 1978 par Gabriel Chabaud. La chambre carrée du dolmen est délimitée par quatre orthostates : deux côté nord, une côté sud et une dalle de chevet à l'est. Côté ouest, deux piliers encadrent l'entrée. La table de couverture «a basculé à l'intérieur de la chambre du côté du chevet». Toutes les dalles sont en gneiss. Le tumulus, de forme ronde, mesure 5 m à 6 m de diamètre.
Le dolmen n'a pas été fouillé.